# Mühlrose
Mühlrose (Oppersorbisch: Miłoraz) is een plaats in de Duitse gemeente Trebendorf, deelstaat Saksen, en telt 235 inwoners (2006).